# FGI-106
Le FGI-106 est un médicament antiviral à spectre large efficace contre les virus à ARN enveloppés, en particulier ceux de la famille des bunyavirus, des flavivirus et des filovirus. Chez l'animal, les tests avec le FGI-106 ont montré une action prophylactique aussi bien que curative contre un ensemble de virus mortels contre lesquels il n'existe qu'un petit nombre de traitements disponibles, notamment contre les Hantavirus, le virus de fièvre de la vallée du Rift et le virus de fièvre Congo-Crimée, qui sont des bunyavirus, contre le virus de la dengue, qui est un flavivirus, et contre le virus Ebola et le virus Marburg, qui sont des filovirus,,,.